# Дзядык, Владислав Кириллович
Владисла́в Кири́ллович Дзя́дык (18 февраля 1919, Сахновщина, ныне Харьковская область — 26 октября 1998, Киев) — украинский математик. Профессор, член-корреспондент НАН Украины (1969). Соросовский профессор (1995—1998).

## Научная работа
Студентом ДГУ в 1951 году решил задачу Ж. Фавара. Позже он также нашёл точную оценку
наилучшего приближения {\displaystyle \displaystyle E_{n}(W^{s})} на классе периодических функций {\displaystyle \displaystyle W^{s}\ (0<s<1)}:
{\displaystyle E_{n}(W^{s})=E_{n}(W_{1}^{(s)})_{L}={\frac {K_{s}}{n^{s}}}\sin {\frac {s\pi }{2}},\ \ \ 0<s<1,}   где  {\displaystyle K_{s}={\frac {4}{\pi }}\sum _{k=0}^{\infty }\left(2k+1\right)^{-(s+1)}={\frac {4}{\pi }}\lambda (s+1),}
где {\displaystyle \displaystyle \lambda (s+1)} — {\displaystyle \displaystyle \lambda }-функция Дирихле.
Константы {\displaystyle \displaystyle K_{s}}, определённые при {\displaystyle \displaystyle 0<s<1}, отличаются от констант Фавара {\displaystyle K_{r}={\frac {4}{\pi }}\sum _{k=0}^{\infty }\left[{\frac {(-1)^{k}}{2k+1}}\right]^{r+1}}, которые определены при целых неотрицательных {\displaystyle \displaystyle r.} Однако отметим, что {\displaystyle \displaystyle {\mathrel {\mathop {\lim \limits _{s\to 0}} }}K_{s}\sin {\frac {s\pi }{2}}=1=K_{0},\ K_{s}\sin \left.{\frac {s\pi }{2}}\right|_{s=1}=K_{1}={\frac {\pi }{2}}.}
В 1968—1998 годах построил фундаментальные основы аппроксимационной теории дифференциальных и интегральных уравнений, в частности, разработал методы Дзядыка (а-метод, АИ-метод), преобразование Дзядыка.
В 1963 году создал отдел теории функций Института математики АН УССР, которым руководил до 1990 года.
Заведующий кафедрой математического анализа КГУ (1962—1968). Профессор КГУ с 1967.
Член-корреспондент АН УССР (избран 26 декабря 1969 года).

## Ученики
7 докторов наук (до 1998 года), 45 кандидатов наук (из них к 01.01.2011 8 докторов). Есть сайты:
- Степанец Александр Иванович (канд 1968, докт. 1974)
- Шевчук Игорь Александрович[12] (канд 1973, докт. 1985)
- Подлипенко Юрий Константинович[13] (канд 1977, докт. 1993)
- Голуб Анатолий Петрович[14] (канд 1983, докт. 2010)
- Бакан Андрей Геннадиевич[15] (канд 1986, докт. 2009)
- Чып Максим Николаевич[16] (канд 1986)

## Монографии
1. Дзядык В. К. Введение в теорию равномерного приближения функций полиномами. — Наука, М., 1977. — 512 с.
2. Дзядык В. К. Аппроксимационные методы решения дифференциальных и интегральных уравнений / Ин-т математики АН УССР. — Наукова думка, К., 1988. — 304 с.
3. Дзядик В. К. Математичний аналіз. Том 1 . — Вища школа, Київ, 1995. — 495 с.
4. Dzyadyk V. K. Approximation Methods for Solutions of Differential and Integral Equations. — VSP, Utrecht-Tokyo, 1995. — 325 p. ISBN 90-6764-194-4
5. Andrievskii V. V., Belyi V. I., Dzjadyk V. K. Conformal invariants in constructive theory of functions of complex variable. Translated from the Russian by D. N. Kravchuk. Advanced Series in Mathematical Science and Engineering, 1. World Federation Publishers Company, Atlanta, GA, 1995. x+199 pp. ISBN 1-885978-04-9.
6. Андриевский В. В., Белый В. И., Дзядык В. К. Конформные инварианты в конструктивной теории функций комплексного переменного. — Наукова думка, Киев, 1998. — 224 с. ISBN 5-12-004258-9.
7. Dzyadyk Vladislav K., Shevchuk Igor A. Theory of Uniform Approximation of Functions by Polynomials. — Walter de Gruyter, 2008. — 480 p.

## Конференции памяти В. К. Дзядыка
- 1999 — International Conference on Approximation Theory and its Applications dedicated to the memory of V. K. Dzyadyk[17]. May 26-31, 1999, Kyiv
- 2009 — Functional Methods in Approximation Theory and Operator Theory III. Conference dedicated to the memory of V. K. Dzyadyk (1919—1998)[18]. August 22-26, 2009. Camp Hart[19], Village Svityaz, Shatskyi Region, Volyn, Ukraine. — Эта конференция проходила в рамках Украинского математического конгресса 2009 года[20]

## Статьи о В. К. Дзядыке
- Корнейчук Н. П., Никольский С. М., Шевчук И. А. Владислав Кириллович Дзядык (к шестидесятилетию со дня рождения) // Успехи математических наук. — 1979. — Т. 34, № 4 (208). — С. 231—237.
- Никольский С. М., Корнейчук Н. П., Шевчук И. А. Владислав Кириллович Дзядык (к семидесятилетию со дня рождения) // Успехи математических наук. — 1989. — 44. — № 4 (268). — C.243-244.
- К 70-летию со дня рождения члена-корреспондента АН УССР В. К. Дзядыка // Укр. мат. журн. — 1989. — 41, № 4. — C.435.
- Степанец А. И. Исследования В. К. Дзядыка по теории приближения периодических функций // Укр. мат. журн. — 1989. — 41, N4. — С.436-441.
- Белый В. И., Голуб А. П., Шевчук И. А. Исследования В. К. Дзядыка по теории приближения функций комплексного переменного // Укр. мат. журн. — 1989. — 41, N4. — С.441-454.
- Биленко В. И., Коновалов В. Н., Луковский И. А., Лучка А. Ю., Пухов Г. Е., Ронто Н. И. Аппроксимационные методы Дзядыка решения дифференциальных и интегральных уравнений // Укр. мат. журн. — 1989. — 41, N4. — С.454-465.
- Владислав Кириллович Дзядык, член-корреспондент НАН Украины (к 75-летию со дня рождения) // Укр. мат. журн. — 1994. — 46, N4. — С.315.
- Владислав Кириллович Дзядык (1919—1998) // Укр. мат. журн. — 1998. — 50, N12. — С.1721.
- Владислав Кириллович Дзядык (к 80-летию со дня рождения) // Укр. мат. журн. — 1999. — 51, N5. — С.581-582.